# 迈克·加斯科因

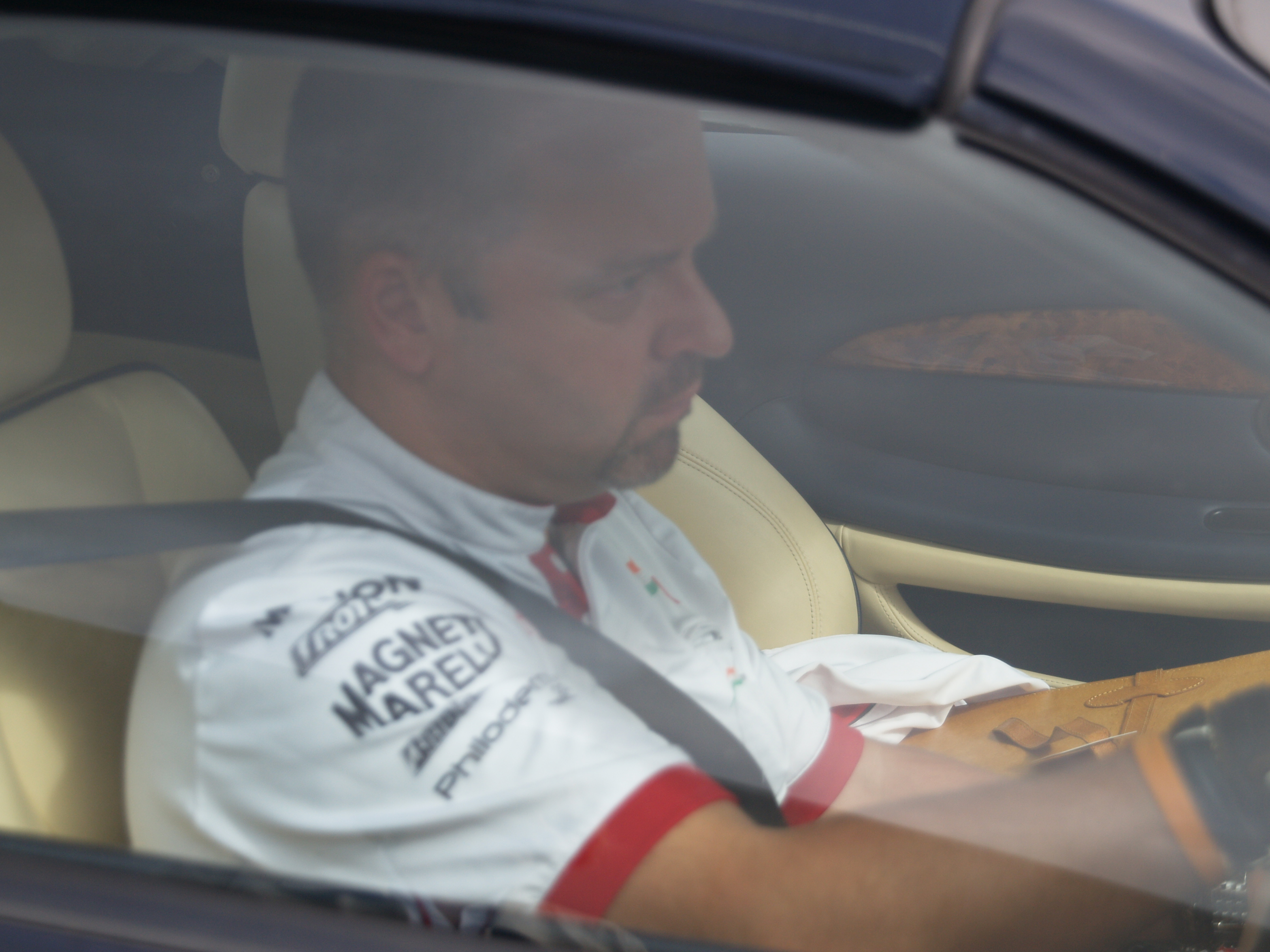
迈克·加斯科因在2008年

迈克·加斯科因（Mike Gascoyne；1963年4月2日—）出生于英国諾里奇，是一位F1赛车设计师，曾在劍橋大學攻讀流體力學博士，但並未取得博士學位。最近的一次参与F1设计是为印度力量车队工作。

加斯科因曾为多支F1车队工作，包括麦克拉伦车队、索伯车队、泰利尔车队（Tyrrell Racing）。并且以技术总监的身份为乔丹车队和雷诺车队以及2003年12月开始为丰田车队工作。2009年起作为马来西亚莲花F1车队的技术总监工作。

加斯科因的高对抗性和积极的管理风格为他赢得了绰号“斗牛犬”。